# بوئینگ بوئینگ
بوئینگ (۷۰۷) بوئینگ (۷۰۷) یا بوئینگ بوئینگ (به انگلیسی: Boeing Boeing) فیلمی در ژانر کمدی است. کارگردان فیلم بوئینگ بوئینگ، جان ریچ است. این فیلم در سال ۱۹۶۵ میلادی ساخته شد.
بازیگران این فیلم عبارت‌اند از: جری لوئیس، تونی کرتیس
ماجرای یک خبرنگار «دخترباز» آمریکایی است که سه دوست‌دختر مهماندار از سه شرکت هواپیمایی مختلف دارد. این فیلم به زبان فارسی نیز دوبله شده‌است.